# Olympische Sommerspiele 2020/Wasserspringen – 3 m Synchronspringen (Männer)
Das 3-m-Synchronspringen der Männer bei den Olympischen Spielen 2020 in Tokio wurde am 28. Juli 2021 im Tokyo Aquatics Centre ausgetragen.

## Titelträger
| Olympiasieger | Jack Laugher / Christopher Mears | 585,30 | Rio de Janeiro 2016 |
| Weltmeister   | Cao Yuan / Xie Siyi              | 439,74 | Gwangju 2019        |

## Qualifizierte Nationen
| Qualifikationswettbewerb        | Datum             | Ort          | Plätze | Qualifizierte NOKs |
| ------------------------------- | ----------------- | ------------ | ------ | ------------------ |
| Gastgeber                       | 7. September 2013 | Buenos Aires | 1      | Japan              |
| Schwimmweltmeisterschaften 2019 | 12.–28. Juli 2019 | Gwangju      | 3      | China              |
| Schwimmweltmeisterschaften 2019 | 12.–28. Juli 2019 | Gwangju      | 3      | Großbritannien     |
| Schwimmweltmeisterschaften 2019 | 12.–28. Juli 2019 | Gwangju      | 3      | Mexiko             |
| Weltcup 2021                    | 1.–6. Mai 2021    | Tokio        | 4      | Deutschland        |
| Weltcup 2021                    | 1.–6. Mai 2021    | Tokio        | 4      | Italien            |
| Weltcup 2021                    | 1.–6. Mai 2021    | Tokio        | 4      | ROC                |
| Weltcup 2021                    | 1.–6. Mai 2021    | Tokio        | 4      | Vereinigte Staaten |
| Gesamt                          | Gesamt            | Gesamt       | 8      | 8                  |

## Ergebnisse
| Platz | Name                               | Nation             | Sprung | Sprung | Sprung | Sprung | Sprung | Sprung | Gesamtpunktzahl |
| Platz | Name                               | Nation             | 1      | 2      | 3      | 4      | 5      | 6      | Gesamtpunktzahl |
| ----- | ---------------------------------- | ------------------ | ------ | ------ | ------ | ------ | ------ | ------ | --------------- |
| 1     | Wang Zongyuan Xie Siyi             | China              | 55,80  | 57,60  | 86,70  | 90,78  | 77,76  | 99,18  | 467,82          |
| 2     | Andrew Capobianco Michael Hixon    | Vereinigte Staaten | 49,20  | 49,80  | 83,64  | 86,10  | 86,70  | 88,92  | 444,36          |
| 3     | Patrick Hausding Lars Rüdiger      | Deutschland        | 50,40  | 51,60  | 75,48  | 70,35  | 71,40  | 85,50  | 404,73          |
| 4     | Yahel Castillo Juan Celaya         | Mexiko             | 48,60  | 49,80  | 78,54  | 79,56  | 77,52  | 66,12  | 400,14          |
| 5     | Shō Sakai Ken Terauchi             | Japan              | 51,60  | 51,60  | 74,70  | 69,30  | 71,40  | 75,33  | 393,93          |
| 6     | Lorenzo Marsaglia Giovanni Tocci   | Italien            | 49,20  | 49,20  | 73,47  | 80,58  | 67,26  | 68,34  | 388,05          |
| 7     | Jack Laugher Daniel Goodfellow     | Großbritannien     | 47,40  | 51,00  | 63,24  | 67,20  | 62,70  | 91,26  | 382,80          |
| 8     | Jewgeni Kusnezow Nikita Schleicher | ROC                | 51,00  | 51,60  | 74,46  | 82,62  | 71,40  | 0,00   | 331,08          |